# 회전구이 통닭
회전구이 통닭(回轉----) 또는 로티서리 치킨(영어: rotisserie chicken)은 통닭에 꼬챙이를 꽂아서 회전구이 방식으로 익힌 통닭구이이다. 전기의 열을 이용한 것은 전기구이 통닭이라고 부른다.

## 역사
한국에서는 1960년대에 전기구이 통닭이 명동의 영양센터를 중심으로 전국적으로 퍼지게 되었다. 당시에는 식용유가 양산되기 전이라 통닭튀김보다 전기 오븐으로 굽는 방식이 선호되어 한동안은 전기구이 방식의 통닭 위주로 유통되었다.

## 같이 보기
- 비어 캔 치킨
- 시우메이